# ウンブリア・バレー
ウンブリア・バレー（Umbria Volley）は、イタリア・サン・ジュスティーノを本拠地としていた男子バレーボールクラブチーム。通称はサン・ジュスティーノ。
2010年までペルージャを本拠地とし、ペルージャ・バレー（Perugia Volley）の名称で活動していた。

## 名称
スポンサー名込みの総称および通称
- 2003-2004年　RPA Perugia（ペルージャ）
- 2004-2005年　RPA-LuigiBacchi.it Perugia（ペルージャ）
- 2005-2006年　RPA Caffè Maxim Perugia（ペルージャ）
- 2006-2010年　RPA-LuigiBacchi.it Perugia（ペルージャ）
- 2010-2011年　RPA-LuigiBacchi.It San Giustino（サン・ジュスティーノ）
- 2011-2012年　Energy Resources San Giustino（サン・ジュスティーノ）

## 歴史
2001年、ペルージャ・バレー創設。同じペルージャ地域で活動していたASトラジメーノ・バレーのA2昇格の権利を引き継ぎ、セリエA2へ参入した。翌2002年にA2プレーオフに勝利し、セリエA1へ昇格した。
A1昇格3年目の2005年にレギュラーシーズンを4位で終え、初のプレーオフ・ファイナル進出を果たしたが、3連覇を狙うトレヴィーゾに敗れ、準優勝に終わった。
2010年、チャレンジカップ・ファイナルでクロアチアのHAOKムラドスト・ザグレブをストレートで破り、初優勝。同年サン・ジュスティーノに本拠地を移転、ウンブリア・バレーへ改称。
2012年、次シーズンのセリエA1の再登録をしないことを発表。クラブはアルトテーヴェレ・バレーに買収され、アルトテーヴェレ・サン・ジュスティーノへと引き継がれた。

## 主な成績
セリエA
- 準優勝：2005

 コッパ・イタリア
- 優勝：なし

 チャレンジカップ
- 優勝：2010

## 歴代監督
- フェルディナンド・デジョルジ
- アンドレア・サルトレッティ

## 歴代所属選手
- パオロ・トフォリ
- クリスチャン・サバーニ
- ジャコモ・シンティーニ
- ダミアーノ・ピッピ
- ヴィゴール・ボボレンタ
- マテイ・チェルニック
- 加藤陽一
- ラファエル・パスカル
- ゴラン・ブエビッチ
- ニコラ・コバチェビッチ
- セバスチャン・シフィデフスキ
- マルティン・レーブル

## ユニフォーム
ホーム
- メインカラーのスカイブルー。

アウェイ
- サブカラーのブルー。

リベロ
- 不明